# غوربان (ياش)
غوربان هي قرية تقع في إقليم ياش في رومانيا وبلغ عدد سكانها 2,973 في عام 2002م.